# Shpresa Bërdëllima
Shpresa Bërdëllima (ur. 11 kwietnia 1959 w Tiranie, zm. 27 października 2019  w Belgii) – albańska aktorka.

## Kariera artystyczna
Ukończyła studia na wydziale aktorskim Instytutu Sztuk w Tiranie. Od 1981 pracowała w Państwowym Teatrze Estradowym (alb. Estrada e Shtetit) w Tiranie.
Na dużym ekranie zadebiutowała w roku 1977 (w tym czasie była uczennicą w liceum) epizodyczną rolą w filmie Gunat përmbi tela. Potem zagrała jeszcze w 7 filmach fabularnych. W 1991 wyjechała z Albanii do Belgii, gdzie spędziła resztę życia.
Była mężatką (mąż Arian Miluka był artystą cyrkowym), miała troje dzieci.

## Filmografia
- 1977: Gunat përmbi tela jako narzeczona Belula
- 1978: Vajzat me kordele të kuqe jako Maria Gajtani
- 1979: Pertej mureve te gurta jako Asimea
- 1982: Era e ngrohtë e thellësive jako Vali
- 1985: Të shoh në sy jako żona wiceprzewodniczącego Miny
- 1986: Kur hapen dyert e jetës jako Liza
- 1986: Kur ndahesh nga shokët jako Zana
- 1988: Flutura në kabinën time jako Keti
- 1988: Hetimi vazhdon jako Liljana
- 1988: Mirela jako Mirela